# Камарате
Камарате (порт. Camarate) — район (фрегезия) в Португалии, входит в округ Лиссабон. Является составной частью муниципалитета Лореш. Находится в составе крупной городской агломерации Большой Лиссабон. По старому административному делению входил в провинцию Эштремадура. Входит в экономико-статистический субрегион Большой Лиссабон, который входит в Лиссабонский регион. Население составляет 19 789 человека на 2011 год. Занимает площадь 5,17 км².
Покровителем района считается Иаков Зеведеев (порт. Santiago Maior).

## История
Район основан в 1511 году.
4 декабря 1980 года в Камарате произошла авиакатастрофа, в результате которой погибли премьер-министр Португалии Франсишку Са Карнейру, его фактическая супруга Сну Абекассиш, министр обороны Аделину Амару да Кошта с женой, начальник штаба премьер-министра Антониу Патришиу Говейя и двое пилотов.

## Демография
| Численность населения муниципалитета по годам | Численность населения муниципалитета по годам | Численность населения муниципалитета по годам | Численность населения муниципалитета по годам | Численность населения муниципалитета по годам | Численность населения муниципалитета по годам | Численность населения муниципалитета по годам | Численность населения муниципалитета по годам | Численность населения муниципалитета по годам | Численность населения муниципалитета по годам | Численность населения муниципалитета по годам | Численность населения муниципалитета по годам | Численность населения муниципалитета по годам | Численность населения муниципалитета по годам | Численность населения муниципалитета по годам |
| --------------------------------------------- | --------------------------------------------- | --------------------------------------------- | --------------------------------------------- | --------------------------------------------- | --------------------------------------------- | --------------------------------------------- | --------------------------------------------- | --------------------------------------------- | --------------------------------------------- | --------------------------------------------- | --------------------------------------------- | --------------------------------------------- | --------------------------------------------- | --------------------------------------------- |
| 1862                                          | 1864                                          | 1890                                          | 1900                                          | 1911                                          | 1920                                          | 1930                                          | 1940                                          | 1950                                          | 1960                                          | 1970                                          | 1981                                          | 1991                                          | 2001                                          | 2011                                          |
| 572                                           | 638                                           | 708                                           | 475                                           | 876                                           | 749                                           | 976                                           | 1 004                                         | 1 832                                         | 5 053                                         | 14 505                                        | 19 900                                        | 21 053                                        | 18 882                                        | 19 789                                        |

## Галерея

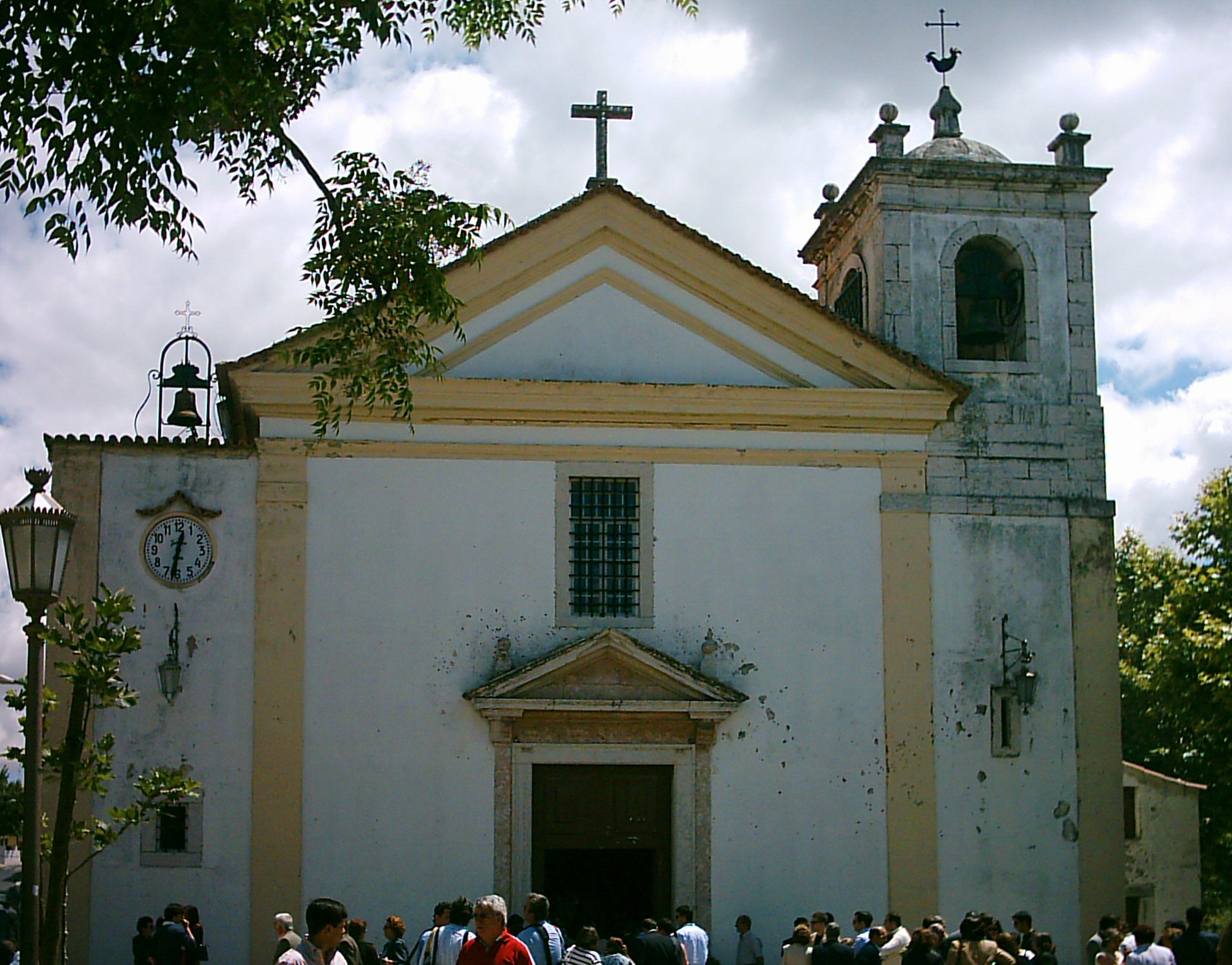
Собор
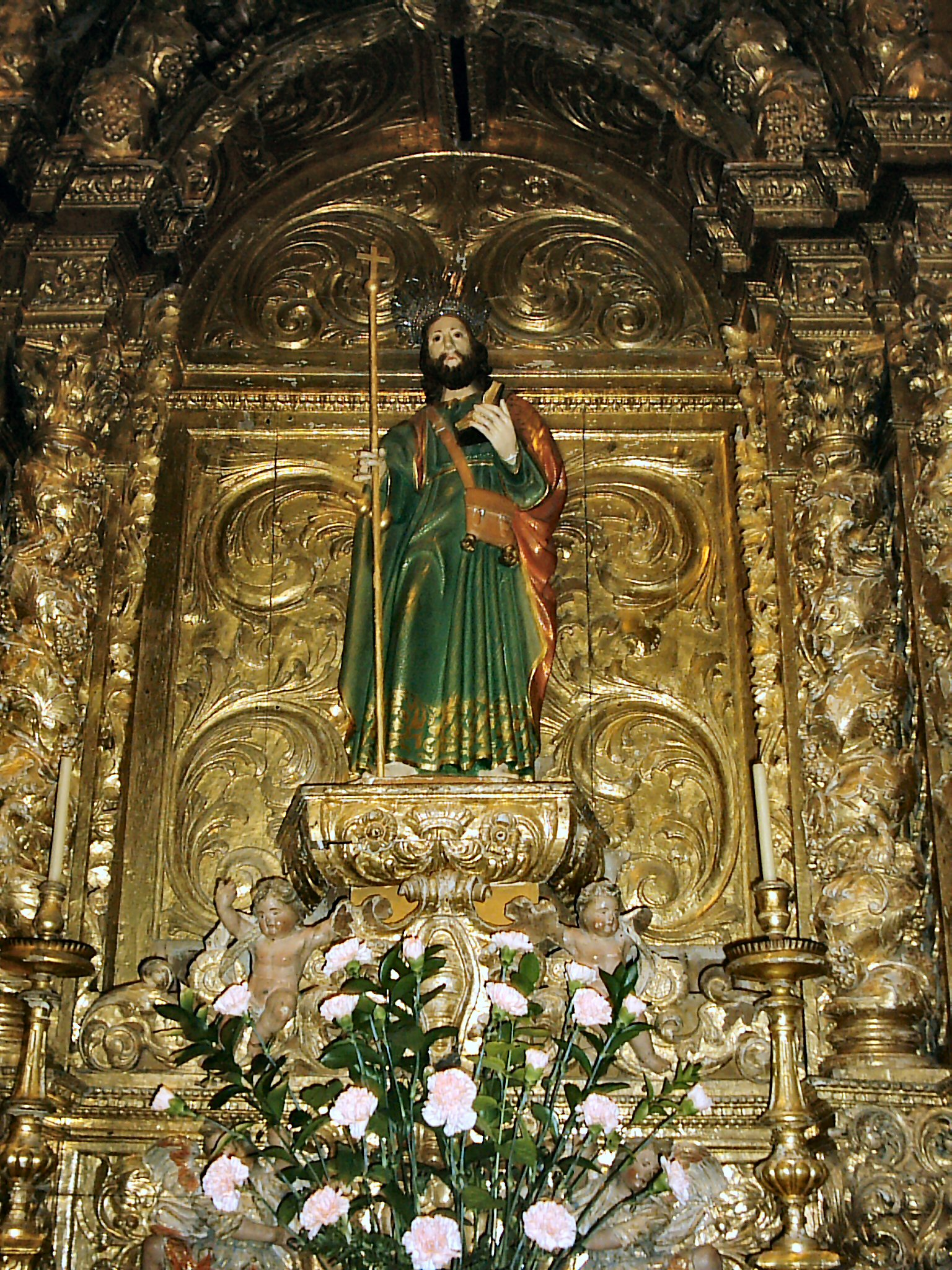
Собор
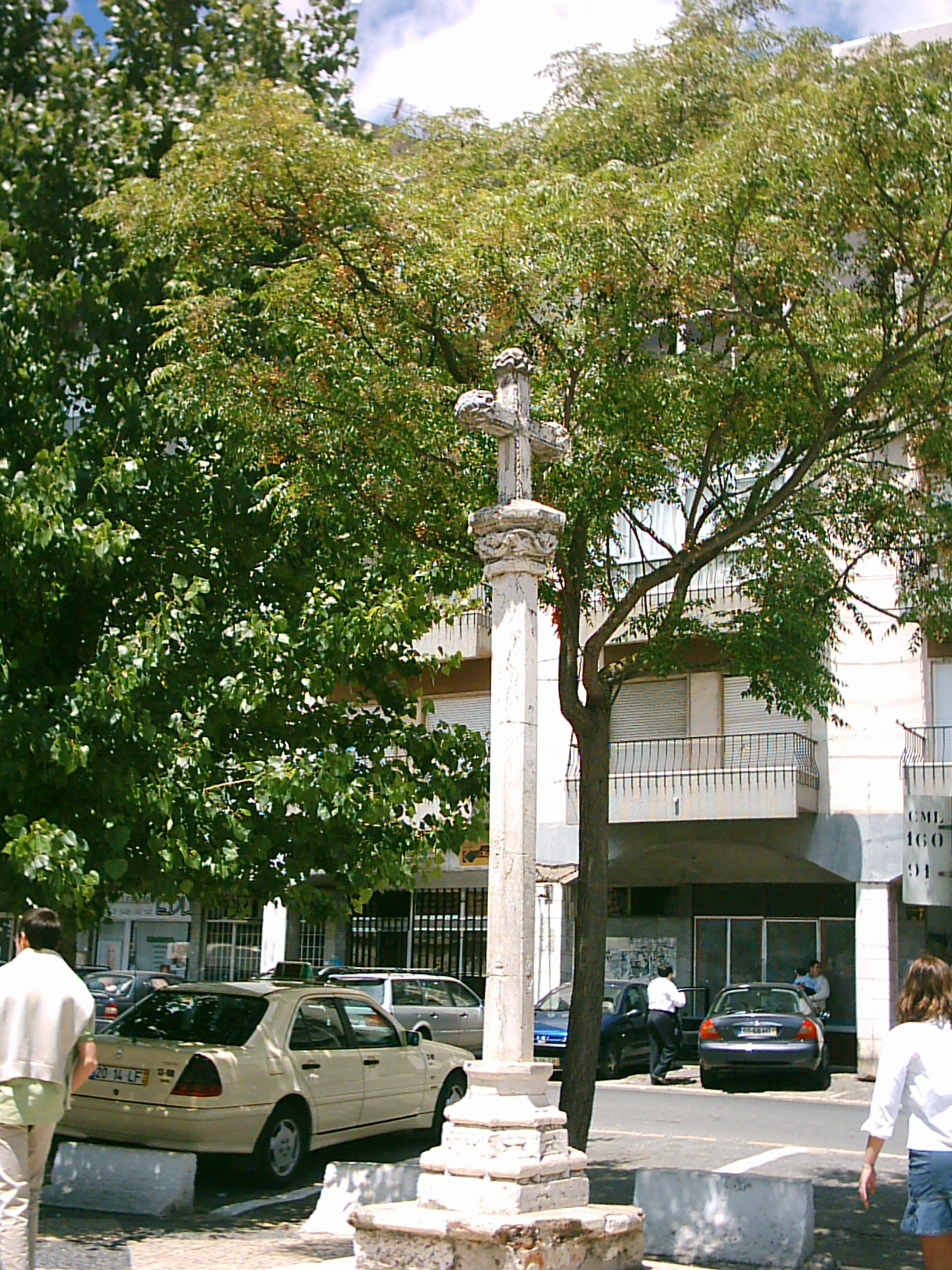
Собор